# 레나타 스코토

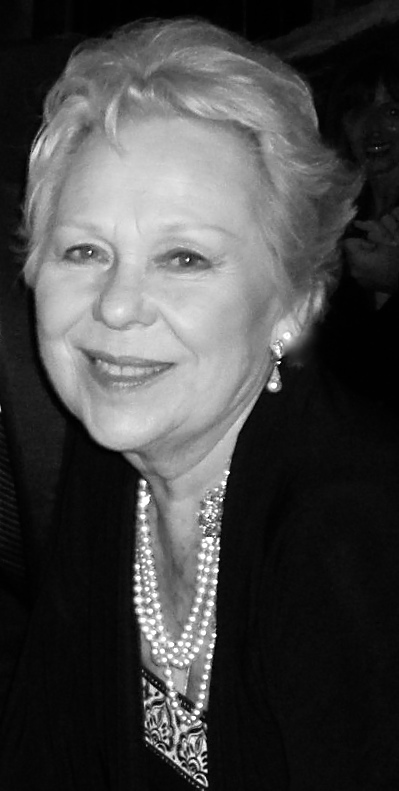
레나타 스코토(2009년)

레나타 스코토(이탈리아어: Renata Scotto, 1934년 2월 24일~2023년 8월 16일)는 이탈리아의 소프라노 성악가이다.

## 생애
사보나 출신으로 1952년 밀라노에서 《라 트라비아타》의 비올레타 역으로 데뷔했다. 이듬해에는 라 스칼라에서 레나타 테발디, 마리오 델 모나코 등과 함께 카탈라니의 오페라에 출연했다. 스코토가 명성을 얻게 된 것은 1957년의 일이다. 당시 라 스칼라 오페라단은 에든버러 음악제에서 공연 중이었는데 본래 부르기로 했던 마리아 칼라스가 병으로 무대에 서지 못하게 되어 스코토가 그녀의 대역으로 벨리니의 오페라 《몽유병의 여인》을 불렀다. 이 공연은 큰 성공을 거두었다. 1965년 10월 13일 푸치니의 오페라 《나비부인》으로 메트로폴리탄 가극장에도 데뷔했다.
레퍼토리가 다양해서 데뷔작인 비올레타 역이나 대표 역할인 나비부인을 비롯해 70여가지의 배역을 소화해냈다.
2002년 무대에서 은퇴했다.

## 참고 문헌
- 조홍근, 《세계명곡해설대전집》, 진현서관, 1978, p.75